# Crusader: No Remorse
Crusader: No Remorse è un videogioco d'azione in terza persona sviluppato dalla Origin Systems e pubblicato da Electronic Arts nel 1995.
Inizialmente pubblicato solo per PC, venne poi reso disponibile anche per Sega Saturn e PlayStation, sviluppati dalla Origin Systems e pubblicati da Electronic Arts. Il gioco ebbe un sequel, Crusader: No Regret del 1996.

## Trama
A causa del succedersi di crisi finanziarie mondiali, tutti gli Stati del pianeta Terra hanno cominciato gradualmente ad unirsi in enormi organizzazioni, successivamente tutte queste si fusero nel Consorzio Economico Mondiale. L'ente è tuttavia un'organizzazione tirannica; infatti la maggior parte le libertà sono sospese, le tasse sono ben oltre il 90%, la forza militare è usata senza scrupolo contro coloro che osano opporsi. Solo una classe superiore d'élite di dirigenti hanno il vero potere e la ricchezza; tra questi il presidente Nathaniel Draygan. A causa del malcontento, si è andata sviluppando e consolidando la resistenza, guidata da Quentin Maxis. 
Uno dei silencers - un corpo di soldati speciali al servizio del consorzio - si unisce al movimento di resistenza contro il consorzio, e scoperta l'esistenza di una stazione spaziale segreta, utilizzata dall'organizzazione per colpire dallo spazio qualunque punto della Terra, si intrufolerà in essa e la distruggerà, suscitando le ire di Draygan, che giurerà di vendicarsi.

## Modalità di gioco
Crusader è diviso in 15 missioni, ognuna con determinati obiettivi da raggiungere. Le ambientazioni spaziano da fabbriche a basi militari, agli uffici di stazioni spaziali, e contengono una varietà di soldati nemici e robot, trappole, enigmi e personaggi non combattenti (che possono essere uccisi senza alcuna penalità). Tutti i luoghi hanno sistemi di allarme che possono essere attivati da azioni come camminare in vista delle telecamere di sicurezza, armi da fuoco, o distruggere una porta protetta. 
Il gioco presenta un buon livello di interazione; infatti la maggior parte degli oggetti possono essere distrutti dal fuoco delle armi e delle trappole o difese, che possono anche possono essere manipolate contro il nemico. Le armi si dividono in due tipi, da fuoco e ad energia, in ogni caso il silencer non potrà portarne più di 5 per volta, così come c'è un limite massimo all'ammontare trasportabile degli oggetti dell'equipaggiamento e dei crediti, la valuta utilizzata per acquistare armi, munizioni ed equipaggiamento.

## Patch
Per il gioco furono rilasciate due patches: la 1.21, che introduceva il supporto per il joystick, alcune schede video, e risolveva alcuni errori nelle mappe, e la 1.23, che risolveva problemi minori.